# Nieuw Vlaanderen (1967-1990)
Nieuw Vlaanderen was een Vlaams volksnationalistisch  tijdschrift.
Het tijdschrift van uitgeverij "De Nederlanden" droeg de Heelnederlandse gedachte uit, van de stichting in 1967 tot haar verdwijnen in 1990. Het tweemaandelijkse tijdschrift werd opgericht door een groep jonge leerkrachten met als doel een nieuwe generatie te bereiken met informatie over de Vlaamse Beweging. Tot de medewerkers van het eerste uur behoorden onder meer Willy Kuijpers, Lionel Vandenberghe, Pieter Jan Verstraete en Walter Luyten.
Het blad stelde zich formeel onafhankelijk op ten opzichte van partijen of jeugdbewegingen, maar leunde in de praktijk dicht aan bij de Volksunie. Nieuw Vlaanderen stelde het volksnationalisme tegenover staatsnationalisme en streefde naar een democratische en federale staatsstructuur voor België. De splitsing van de tweetalige Katholieke Universiteit van Leuven, 'Franstalig Brussel als Olievlek', de herziening van de Belgische grondwet waren bekende thema's. De Franstalige Brusselse elite had geen respect voor de taal van de Vlaamse meerderheid en stond vijandig tegen het federalisme in België, in het unitaire Frankrijk was er ook geen erkenning voor taalminderheden. De taalgrens tussen Germaanse en Romaanse taalfamilies in Europa werd herhaaldelijk behandeld. Er was daarbij geregeld aandacht voor volksnationalistische en autonomistische bewegingen elders in Europa, onder meer in Baskenland en Zuid-Tirol.
Er werd met voorzichtigheid gereflecteerd over de collaboratie van vóór en tijdens de Tweede Wereldoorlog, over de repressie jegens vlaamsgezinden na de beide wereldoorlogen en de gevolgen daarvan voor de positie van Vlaanderen was het blad steeds vrij expliciet. De beginselverklaring vermeldt dat de redactie "culturele verheffing en taal- en sociaal-economische ontvoogding van het Vlaamse volk" beoogde. Men was voor een autonoom Vlaanderen en een "Heel-Nederlandse kulturele integratie" en tegen de "Frans-unitaire staatsstruktuur"
Het tijdschrift boette al vrij snel in aan kwaliteit door verspreidingsproblemen en de politiek-ideologische veranderingen aan het eind van de zestiger jaren, toen veel jongeren eerder naar links evolueerden dan naar het rechtse vlaams-nationalisme.
Nieuw Vlaanderen werd in 1990 opgedoekt na een periode van conflicten binnen de redactie en het bestuur en ingevolge financieel wanbeheer.